# HK Kópavogur
Handknattleiksfélag Kópavogs - beter bekend als HK - is een IJslandse sportvereniging uit Kópavogur, een voorstad van Reykjavík. De voetbal- en handbalafdeling zijn het meest bekend, maar ook wordt er volleybal, taekwondo, tafeltennis, floorball en dansen beoefend. De clubkleuren zijn rood-wit. 

## Historie

### Voetbalafdeling
De voetbalvereniging speelt in sporthal Kórinn, dat in 2007 werd gebouwd. Van de clubs op twee hoogste niveaus is HK de enige club die in een sporthal de wedstrijden afwerkt.
In 2006 kon HK promotie afdwingen vanuit de 1. deild karla naar de Úrvalsdeild, de hoogste voetbalklasse van IJsland. Na 2008 zakte het en in 2011 volgde nog eens degradatie naar de 2. deild karla. Het duurde tot en met 2014 eer men weer uit zou komen op het tweede niveau, vijf jaar later nam men opnieuw deel aan de Úrvalsdeild. 

### Eindklasseringen
- 2000 9e
2. deild karla
- 2001 1e
3. deild karla
- 2002 1e
2. deild karla
- 2003 8e
1. deild karla
- 2004 3e
1. deild karla
- 2005 7e
1. deild karla
- 2006 2e
1. deild karla
- 2007 9e
Úrvalsdeild
- 2008 11e
Úrvalsdeild
- 2009 3e
1. deild karla
- 2010 8e
1. deild karla
- 2011 12e
1. deild karla
- 2012 3e
2. deild karla
- 2013 1e
2. deild karla
- 2014 6e
1. deild karla
- 2015 8e
1. deild karla
- 2016 9e
1. deild karla
- 2017 4e
1. deild karla
- 2018 2e
1. deild karla
- 2019 9e
Úrvalsdeild
- 2020 9e
Úrvalsdeild
- 2021 11e
Úrvalsdeild
- 2022 2e
1. deild karla
- 2023 9e
Úrvalsdeild
- 2024 11e
Úrvalsdeild

- Úrvalsdeild
- 1. deild karla
- 2. deild karla
- 3. deild karla